# San Juan Chamula
San Juan Chamula es una población en el estado de Chiapas, México. Esta localidad, así como las localidades circundantes, están habitadas principalmente por un gran número de tzotziles, conocidos localmente como chamulas, un gentilicio utilizado para referirse a diversas etnias mayas que habitan la sierra de Chiapas, como tzotziles, tzeltales, mames, tojolabales y choles. San Juan Chamula es la cabecera del municipio de Chamula, ubicado en las zonas más altas de Chiapas, donde se han conservado culturas y costumbres prehispánicas.

## Etimología
San Juan Chamula es uno de los últimos lugares que aún practican la cultura maya. Los habitantes de esta localidad siguen refiriéndose al Sol como jtotik, que en español significa "padre", y a la Luna como jmetik. Según su cultura, sus ancestros en las noches medían las estrellas para determinar la hora. Otro punto importante para la cultura del lugar es la importancia del anciano como sabio.[cita requerida]
Las fuentes no son del todo claras respecto a su significado y origen y, a pesar de las diversas opiniones, es posible considerar la que establece que proviene del idioma náhuatl, chamolli o chamolin, que es el nombre del guacamayo escarlata (cuyo nombre científico es Ara macao), también aplicable a sus plumas. Chamollan significaría "donde abundan guacamayos" que, con el tiempo y la castellanización, se convirtió en chamula.
Es también muy conocida la interpretación de que significa "Lugar de agua espesa, como de adobe". Esto no sería otra cosa que la extensión del sentido de chamolli como "color (de adobe) rojo, color sangre" (líquido espeso), y su etimología reconstruida es Chamol-a-c, "lugar del agua (como) roja". No hay evidencia, en los documentos, de que este término se haya escrito con -c- final esta palabra, por lo que esta interpretación no debería ser la más aceptada.[cita requerida]
En la lengua tsotsil maya de Chamula, existe su propio significado. Lingüísticamente, viene de la raíz verbal cham-, "desaparecer" o "morir"; -(v)o'  es raíz nominal de "agua" y -la, que deriva de la(bal) que significa "todos", Reuniendo los tres elementos morfémicos (prefijos, raíz y sufijo), queda una oración con la escritura aglutinada CHAMO'LA, que significa "gente de agua desaparecida o muerto".

## Geografía
San Juan Chamula se encuentra a 2.260 metros sobre el nivel del mar en el Altiplano, rodeada en un 80% de terreno accidentado y un 20% de terreno plano. Cerca de San Juan Chamula, se encuentran los ríos de Yultonil y Chamula.[cita requerida]
El clima es templado subhúmedo, con una temperatura media anual de 13.7 °C. La precipitación pluvial anual es de 1.024 mm., y la época de lluvias recurrentes es durante el verano.

## Usos y costumbres
Cada año, en el Miércoles de Ceniza se celebra el carnaval, en donde
salen a danzar los maxes con música tradicional. Son cuatro días de fiesta; se celebra el sábado, el domingo, el lunes, el martes y el Miércoles de Ceniza. Salen a jalar el toro en la plaza de Chamula, donde dan la vuelta trece veces junto con los maxes, que danzan canciones tradicionales, tales como bolomchon, yajvalel y binajel, entre otras.Además es el pueblo donde más se toma Coca-Cola en el mundo. 

## Flora y fauna
Los bosques son predominantes en la región las variedades de árboles que son ciprés, pino, romerillo, sabino, manzanilla, roble, camarón y sepillo.
La fauna es variada y se puede encontrar la culebra ocotera, serpiente venenosa nauyaca, el gavilán golondrino, el picamadero ocotero, la ardilla voladora,el jabalí, el murciélago, venado el jaguar, ocelotes de campo y el zorrillo, además de ratas, armadillos y tlacuaches. De animales domesticados hay perros y gatos, gallinas, caballos y borregos.
Y en cada diciembre caen las heladas.

## Historia

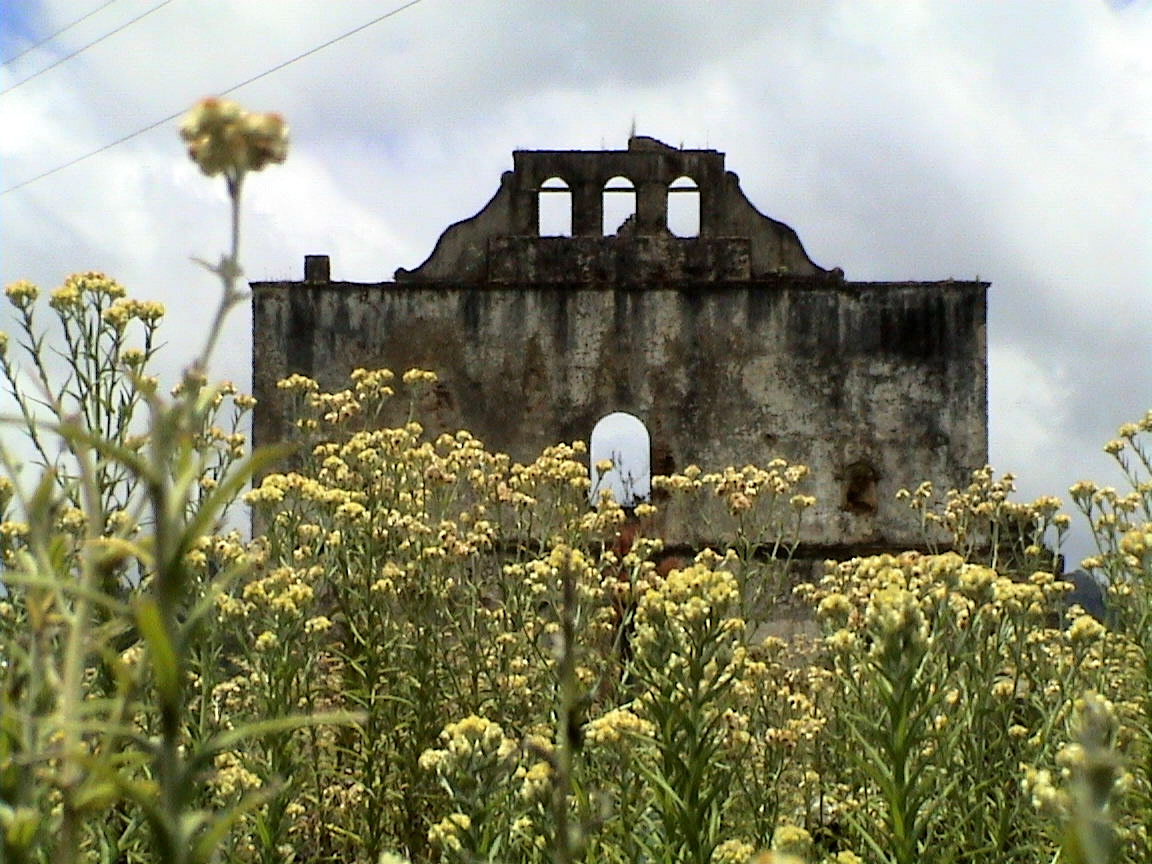
Ruinas del templo de San Sebastián

Antes de la conquista de los españoles, la localidad era un importante centro de la población tzotzil. En 1524 los españoles tomaron la plaza, la cual fue una encomienda del soldado e historiador Bernal Díaz del Castillo durante los años de 1524 a 1528.
En 1549 la localidad fue fusionada con las comunidades de Analco y Momostenango.
El lugar ha sido escenario de diversas rebeliones, en 1869 fue de la Guerra de Castas por medio del dirigente chamula Pedro Díaz Cuscat, hecho histórico que Rosario Castellanos inmortalizó en su novela "Oficio de Tinieblas". Una vez derrotada la rebelión, la población local fue obligada a trabajar en las fincas del Soconusco por el gobernador José Pantaleón Domínguez. Durante el desarrollo de la Revolución mexicana en 1912 se presentó una nueva rebelión encabezada por Jacinto Pérez Pajarito.

## Actualidad

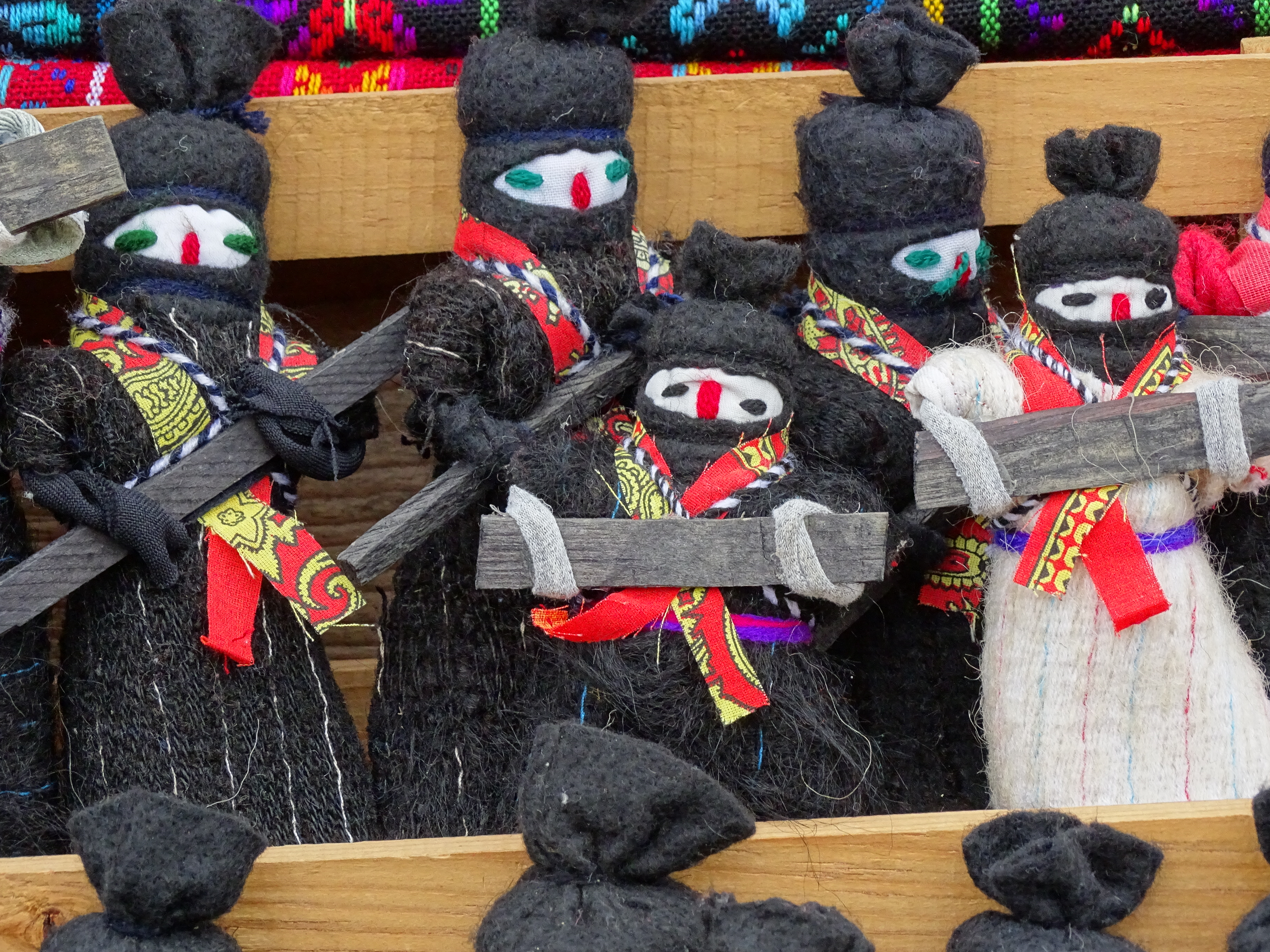
Muñecas zapatistas.

En el 2006, un grupo de jóvenes de Chamula con la idea de valorar y preservar su lengua maya-tsotsil a través de la música formó la agrupación llamada Vayijel (animal guardián).
El 23 de julio de 2016 fue asesinado el presidente municipal de San Juan Chamula, Domingo López González.

## Gastronomía
Atole agrio tamales hechos en maíz y frijol, caldo de carne ahumada acompañado de repollo chile y un toque de "Jojoch" papas y zanahorias. Una bebida muy tradicional es el pozol, maíz amarillo molido y guardado en hojas de plátano. Se toma con mucha frecuencia durante el día. Es preparado en el momento, acompañado de sal y chile. Un platillo muy tradicional es el caldo de gallina sin verduras, se sirve en reuniones y fiestas, especialmente durante los carnavales.
En San Juan Chamula se produce pox (se pronuncia posh), un aguardiente regional utilizado en actos ceremoniales. Es una bebida muy fuerte, hecha mediante la fermentación del maíz. El lugar de producción más destacado es la localidad de Cruz Ton.

## Religión

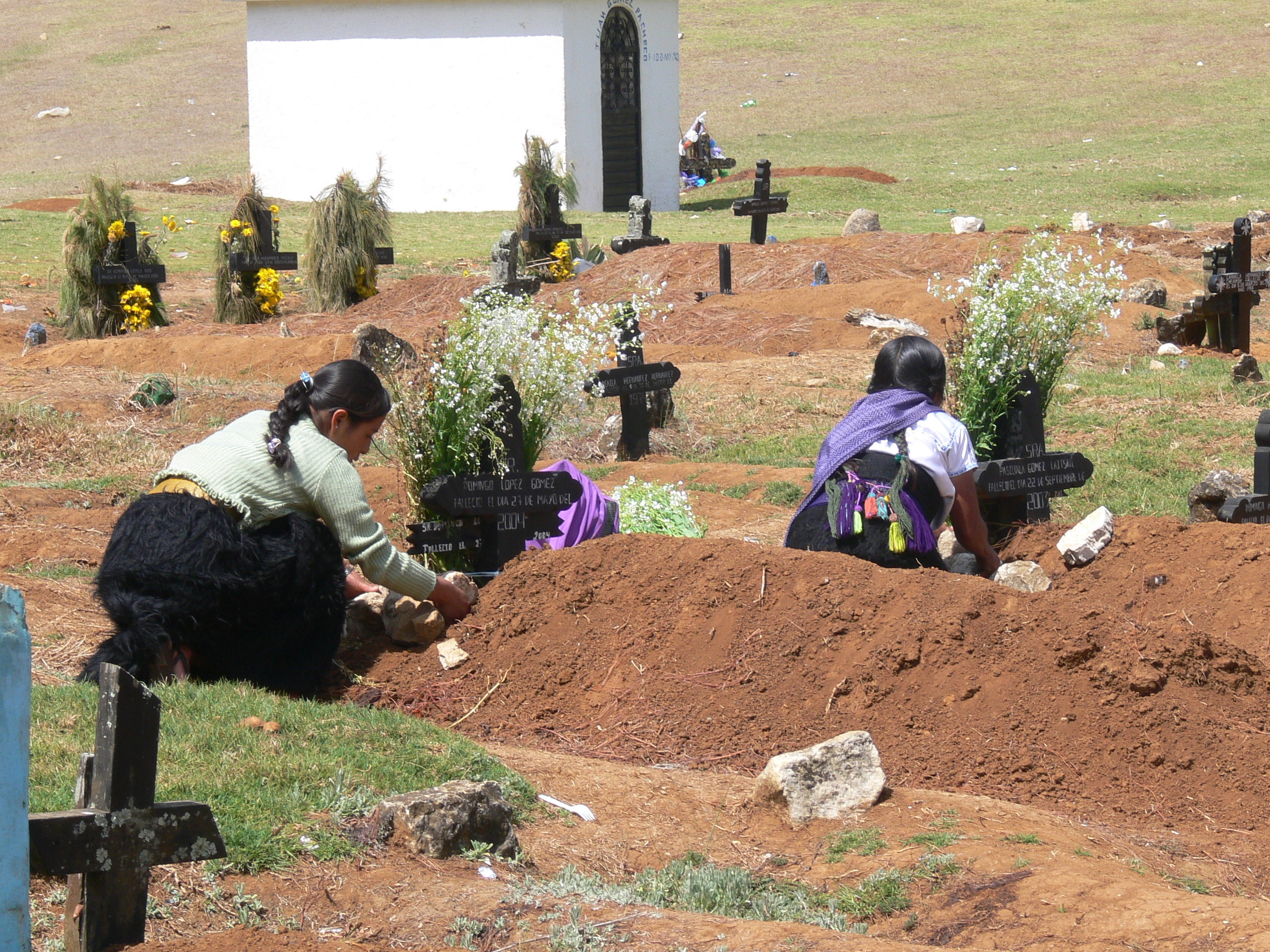
Cementerio de San Juan Chamula.

Por una pequeña cuota los turistas pueden visitar la iglesia, un lugar muy peculiar cuyo interior no puede fotografiarse debido a las mismas creencias de los habitantes. La arquitectura del templo es de estilo colonial; sin embargo, tanto el interior como el exterior están pintados de blanco y se ha cubierto por completo la piedra de la construcción original. En el interior no se encuentran las tradicionales bancas para sentarse y rezar, pues los habitantes se hincan y rezan. Crean una atmósfera mística muy especial al realizar rituales que son producto de la mezcla de la evangelización del siglo XVI con las creencias religiosas prehispánicas mayas. Los creyentes rezan frente a velas multicolor de diferentes tamaños, suelen encontrarse hileras de velas adheridas al suelo[cita requerida].

También el piso está casi por completo cubierto de la rama de un pino, pues las creencias chamulas lo consideran un árbol sagrado y con el objetivo de estar frente a Dios, se acercan a través del pino y la luz de las velas (que iluminan su camino). Las figuras de los santos tienen espejos, y que la confesión se lleva a cabo de manera personal frente a uno de los distintos santos y el espejo es para que el creyente se refleje. Los chamulas tienen la convicción de no mentirse a sí mismos[cita requerida].

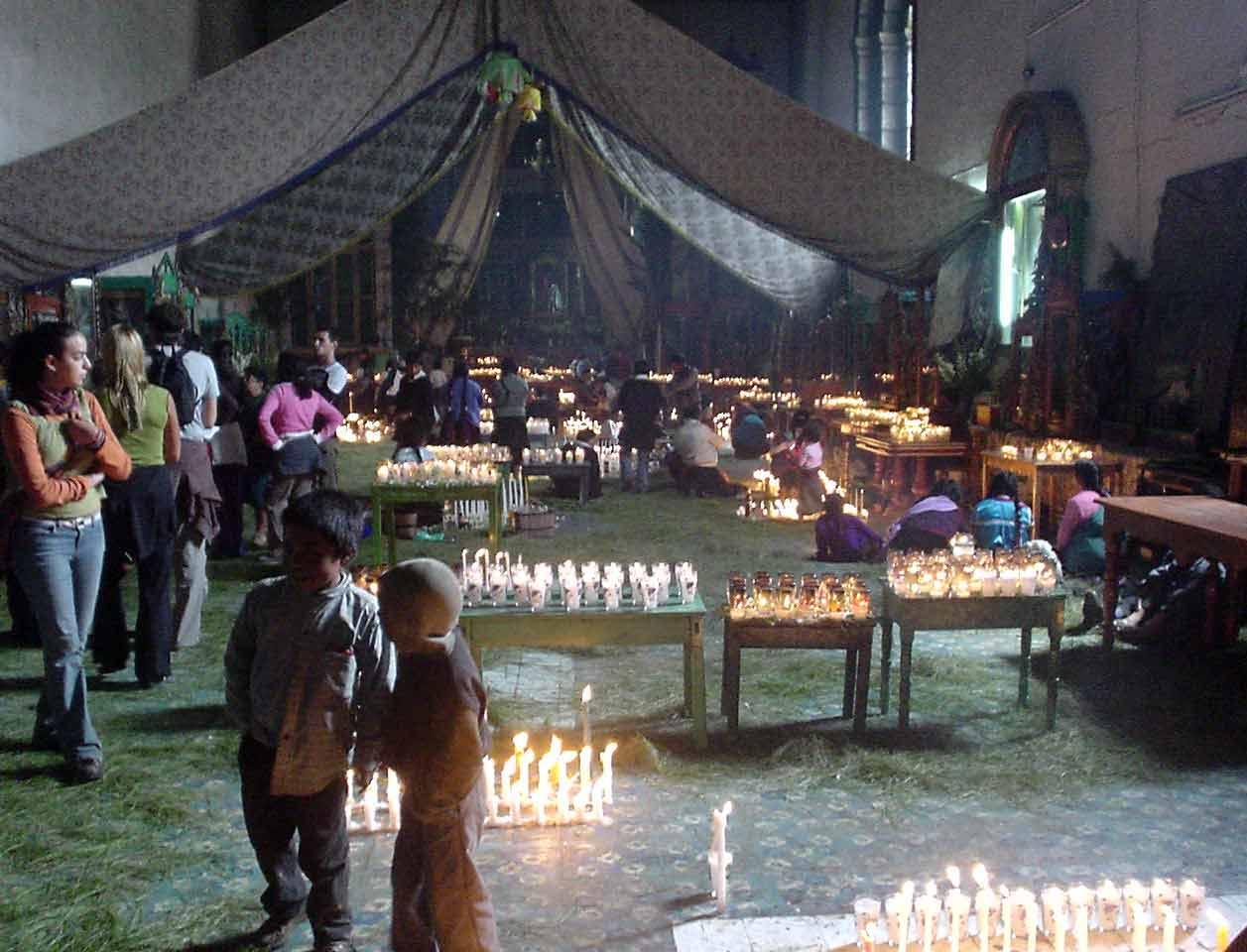
Interior de la iglesia de San Juan Chamula

Anualmente, se realizan peregrinaciones los días de Santa Marta y Magdalena, a quienes se les considera las santas patronas de la comunidad. Vecinos de otras comunidades cercanas realizan la procesión a San Juan Chamula portando las imágenes vestidas de huipiles tradicionales de gran lujo.  El 24 de junio es una importante fecha de celebración, pues es el día de san Juan Bautista, las autoridades portan sus trajes ceremoniales y un bastón de mando teóricamente heredado por el mismo San Juan. El "Kin Tajimoltic" coincide con los cinco días sin nombre del calendario maya.  
En esta fecha el sincretismo religioso es acentuado, no se permiten mujeres en la celebración, los habitantes creen que hubo una fusión entre San Juan y el ajaw y que este "indianizado" se fue a vivir al cerro Tzontehuitz al oriente del municipio y es desde ahí cuida las almas de los chamulas.
El cementerio es un sitio peculiar, en donde la tumbas no tiene lápidas y las cruces son de múltiples colores.
Músicas tradicionales como bolomchon (jaguar), yajvalel vinajel (dueño del cielo), konkonal nichim (flores sagradas), etc.

## Personajes ilustres
- Miguel Caxlan (evangelista)
- Pedro Díaz Cuscat
- Agustina Gómez Checheb
- Manuela Pérez Jolcogtom
- Juan Pérez Jolote
- Sgto. Jacinto Pérez Pajarito
- Xun Gallo
- Vayijel
- Aureliano Hernández
- Julio Fernando Tovar Delgado